# سیدر میلز (مینه‌سوتا)
سیدر میلز، مینه‌سوتا (به انگلیسی: Cedar Mills, Minnesota) یک شهر در ایالات متحده آمریکا است که در مینه‌سوتا واقع شده‌است.

## خصوصیات
سیدر میلز ۰٫۸۸ کیلومترمربع مساحت و ۴۵ نفر جمعیت دارد و ۳۳۴ متر بالاتر از سطح دریا واقع شده‌است.